# Burning Witch
Burning Witch foi uma banda de doom metal de Seattle, Estados Unidos, formada em 1995.

## Histórico
A banda Burning Witch formou-se em Capitol Hill, Seattle, no início de 1995. Após o rompimento da banda Thorr's Hammer em 1995, Stephen O'Malley, Greg Anderson e Jamie Sykes formaram Burning Witch. A banda então adicionou G. Stuart Dahlquist e o vocalista Edgy 59, completando sua formação. Anderson deixou a banda antes de gravar qualquer música da Burning Witch para começar a banda Goatsnake.
Em 1996, a banda nesta encarnação gravou músicas com o renomado produtor indie Steve Albini, que se tornaria o EP 'Towers ...' 'EP. Esta coleção não veria um lançamento formal até 1998 no Slap A Ham Records. Após as sessões para essas músicas, Sykes deixou a banda e foi substituída por B.R.A.D.
As sessões que se seguiram às gravações de Albini resultaram no EP Rift.Canyon.Dreams, o que viria a ser as gravações finais da banda, quando eles se separaram logo após o disco ser concluído. Foi lançado na Merciless Records, mas como seu antecessor, não recebeu muita atenção fora de seu meio.

## Membros
- G. Stuart Dahlquist (baixo)
- Brad "B.R.A.D." Mowen (bateria)
- Stephen O'Malley (guitarra)
- Edgy 59 (vocal)

## Discografia
- 1996 - Towers... (EP)
- 1997 - Rift.Canyon.Dreams (EP)
- 1998 - Crippled Lucifer (Seven Psalms for Our Lord of Light)